# Captain Jack (Captain Jack)
Captain Jack è un singolo dell'omonimo gruppo musicale tedesco uscito il luglio del 1995 e pubblicato come singolo principale del loro album The Mission. Captain Jack è basata sulla marcia militare Hey, Hey Captain Jack. Il brano ha avuto grande successo in molti paesi, in particolare nei Paesi Bassi e in Ungheria, dove ha raggiunto la vetta delle classifiche. Ottenne il disco di platino in Germania e quello d'oro nei Paesi Bassi e in Norvegia.

## Descrizione
Alan Jones di Music Week dichiarò:

## Video musicale
Il video musicale di Captain Jack venne diretto da Mark Glaeser e girato a Francoforte e nella base militare americana di Mannheim, in Germania. Nel corso del filmato si vede "Captain Jack" (interpretato da Franky Gee) che addestra militarmente diversi ragazzi e ragazze. Nel corso del filmato, le reclute si sparano con fucili ad acqua e fanno la lotta dei cuscini.

## Accoglienza
Captain Jack ebbe molto successo nelle classifiche in Europa. Raggiunse il numero uno in Ungheria e nei Paesi Bassi, trascorrendo 20 settimane nella Dutch Single Top 100. Riuscì a salire nella Top 10 anche in Austria, Belgio (numero 2), Danimarca, Germania, Norvegia e Svizzera. In Belgio il singolo si piazzò al secondo posto, preceduta da Lift U Up dei 2 Fabiola. Inoltre, entrò nella Top 20 in Irlanda, così come nell'Eurochart Hot 100, dove raggiunse il numero 14 nel febbraio 1996. Nel Regno Unito raggiunse solamente la posizione numero 104 della UK Singles Chart.
Captain Jack guadagnò il disco d'oro nei Paesi Bassi e in Norvegia, ove vendette rispettivamente 40.000 e 15.000 unità. In Germania ottenne invece il disco di platino quando riuscì a vendere 500.000 unità.
Captain Jack venne nominato agli Echo Awards del 1997 per il singolo dance di maggior successo.

## Formazione
- Franky Gee
- Sharky Durban
- Liza da Costa